# Auguste Leuba

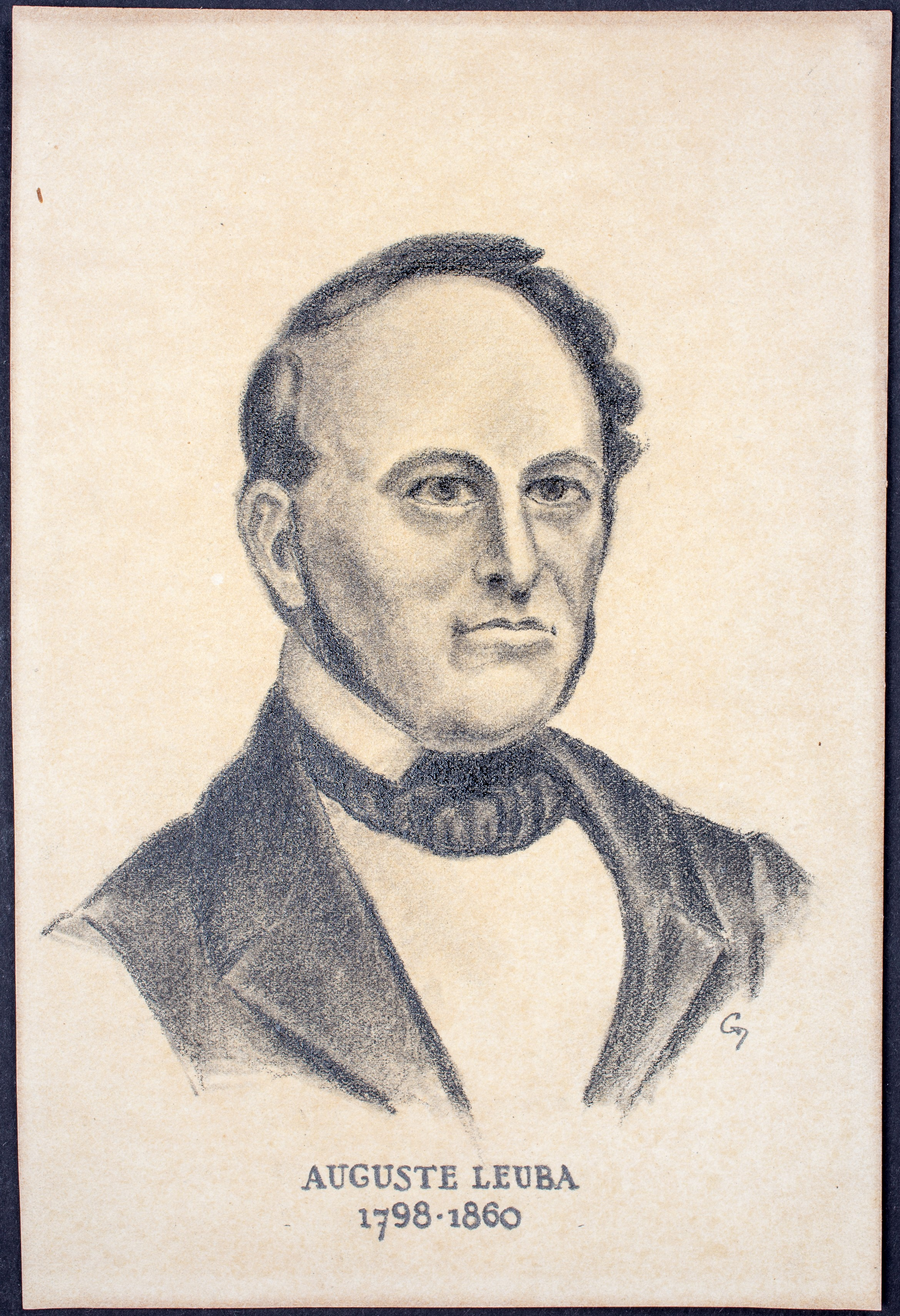
Portrait de Auguste Leuba

Auguste Leuba, né le 3 avril 1878 à Noiraigue et décédé le 19 février 1960 à Saint-Blaise, est un chimiste et homme politique suisse, membre du Parti radical-démocratique.

## Biographie
Auguste Leuba est le fils d'Auguste Albert Leuba, entrepreneur et politicien neuchâtelois. Il effectue des études de chimie à l'université de technologie de Darmstadt, en Allemagne, et à l'université de Genève. Il est actif dans différents conseils d'administration, notamment celui de la Société des chaux et ciments de la Suisse romande où il siège de 1915 à 1959 et qu'il préside pendant un temps, ainsi que celui de la Compagnie du chemin de fer régional du Val-de-Travers qu'il préside de 1922 à 1935. Il siège également dans les conseils de la Société d'apprêtage d'or SA, de la Banque cantonale neuchâteloise et du Sanatorium populaire de Leysin. Membre du Parti radical-démocratique, il est élu au Grand Conseil du canton de Neuchâtel en 1907. Il y reste jusqu'en 1919, le préside en 1913 et y retourne de 1924 à 1929. Parallèlement, il siège au Conseil communal (exécutif) de Buttes de 1909 à 1920 et au Conseil national de 1913 à 1919.